# Zoriane (Raión de Odesa)
Zoriane  (ucraniano: Зоряне, literalmente Estrella) es una localidad del Raión de Odesa en el Óblast de Odesa de Ucrania. Según el censo de 2023, tiene una población de 250 habitantes.